# Марьянник розовый
Марья́нник ро́зовый (лат. Melampýrum roseum) — однолетнее травянистое растение, вид рода Марьянник (Melampyrum) семейства Заразиховые (Orobanchaceae).

## Ботаническое описание

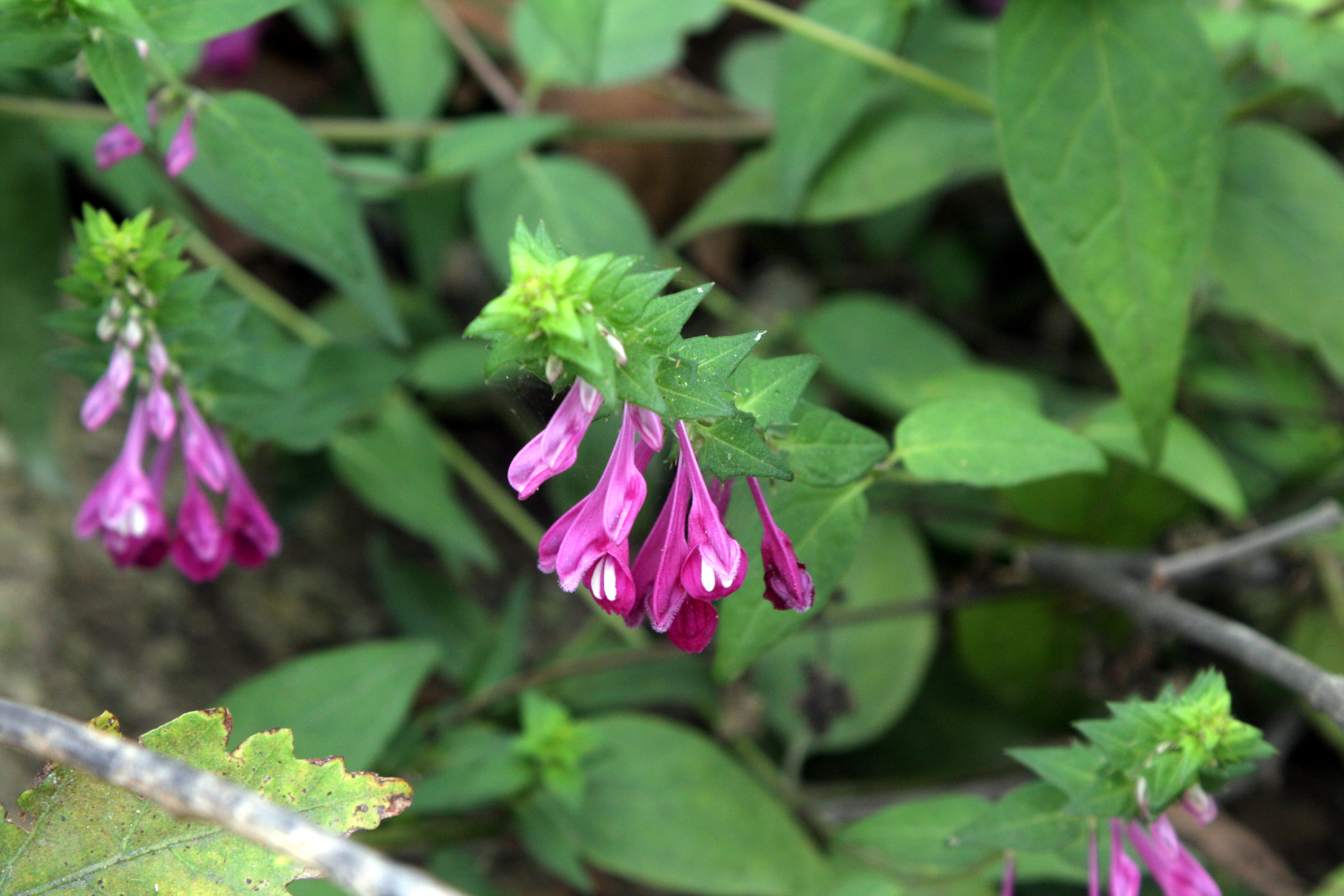
Соцветие

Растение 17—35(60) см высотой, щетинистоволосистое, покрытое редкими, белыми, одноклеточными волосками.
Стебель угловатый, прямой, ветвистый; ветви почти прямые или дугообразные.
Листья ланцетные или яйцевидно-ланцетные, наверху заострённые, 4—6 см длиной, 1,2—1,5(2,5) см или 5—8 мм шириной, в основании округлые или копьевидно-сердцевидные, на черешках 5—8 мм длиной, отклонённые, цельнокрайные.
Цветки многочисленные, на цветоножках 1 мм длиной, обращённые в одну сторону, в прерывистом соцветии, 5—13 см длиной и 1,5 см шириной. Прицветники овальные или продолговатые, зелёные или более-менее пурпуровые, 2 см длиной, 1 см шириной, нижние цельнокрайные или иногда почти зубчатые, верхние большей частью шиловидно длиннозубчатые, зубцы 1—2 мм длиной, искривлённые, расставленные. Чашечка 3 мм длиной, с трубкой 1,5 мм длиной, опушённой и по жилкам шероховатой или длинно реснитчатой, покрытой многоклеточными белыми волосками и с треугольно-ланцетными зубцами, почти равными или немного превышающими трубку, острыми или шиловидно заострёнными, почти серповидными. Венчик тёмно-розовый, 1,5 см длиной, рассеянно мелко опушённый; верхняя губа короткая, сжатая, без зубцов; нижняя губа едва длиннее, трёхлопастная, все лопасти округлые, средняя немного меньше остальных. Тычинки с пыльниками 3,5 мм длиной, с маленькими, почти равными, остроконечными придатками. Завязь яйцевидная, 2 мм длиной, 1 мм шириной, голая. Столбик в 7 раз длиннее завязи, голый.
Коробочка эллиптически-ланцетная или яйцевидная, 0,8—1 см длиной, 3,5—5 мм шириной, остроконечная, серповидно изогнутая, в основании голая, с середины густо, коротко и тонко беловолосистая, края створок покрыты белыми игловидными волосками. Семена светло-буровато-жёлтые, продолговатые, 4—5 мм длиной, 1—1,3 мм шириной, гладкие. Цветёт с июля по август.
Вид описан из бассейна Уссури.

## Распространение
Встречается на Дальнем Востоке России и в Азии (Китай, Япония).
Растёт в лиственных и смешанных лесах, на лесных злаково-разнотравных и осоково-вейниковых лугах и как сорное на выгонах, близ пашен и у дорог.

## Значение и применение
Хороший медонос и пыльценос. Нектаропродуктивность 100 цветков в Приморье 23,0—35,0. Мёдопродуктивность чистых насаждений 50—70 кг/га.